# Mordecai Cubitt Cooke
Mordecai Cubitt Cooke (Horning, 12 de julho de 1825 – 12 de novembro de 1914) foi um botânico britânico. Também foi outro dos micologistas europeus com interesse em espécies não-europeias.

## Vida
Nasceu em 12 de julho de 1825 em Horning, em Norfolk, Reino Unido, Cooke recebeu muito pouco em termos de educação formal, mas que vivem na zona rural e foi tutoreado na botânica, linguagens e matemática por um tio. Com o passar do tempo ele logo adquiriu uma amplo interesse na natureza. Cooke tornou-se um professor em Lambeth até 1860.
Cooke escreveu, ilustrou, editou e traduzido muitos livros e cerca de 300 artigos, além de ser editor e co-produtor, com Edward Step.
Ele morreu em Southsea, Hampshire, Reino Unido, em 12 de novembro de 1914.

## Trabalhos selecionados
- The Seven Sisters of Sleep. Popular history of the seven prevailing narcotics of the world (James Blackwood, London, 1860).
- A Manual of Structural Botany: for the use of classes, schools, & private students ... With upwards of 200 illustrations by Ruffle (Robert Hardwicke, London, 1861, new edition 1877)
- A Manual of Botanic Terms ... With illustrations (Robert Hardwicke, London, 1862, new edition 1873)
- A Plain and Easy Account of British Fungi: with descriptions of the esculent and poisonous species ... With twenty-four coloured plates (Robert Hardwicke, London, 1862, new editions 1866 and 1876, 5th edition 1884, sixth edition 1898)
- Index Fungorum Britannicorum. A complete list of fungi found in the British Islands to the present date, etc. (Robert Hardwicke, London, 1863)
- Our Reptiles. A plain and easy account of the lizards, snakes, newts, toads, frogs, and tortoises indigenous to Great Britain. With original figures of every species, and numerous woodcuts (Robert Hardwicke, London, 1865, new edition 1893, W. H. Allen & Co., London)
- Rust, smut, mildew, & mould. An introduction to the study of microscopic fungi (Robert Hardwicke, London, 1865, new edition 1870, new edition 1878, new edition 1886)
- A Fern Book for Everybody. Containing all the British ferns. With the foreign species suitable for a fernery (Robert Hardwicke, London, 1867)
- One Thousand Objects for the Microscope, etc. (Robert Hardwicke, London, 1869, new editions 1895 and 1900, Frederickk Warne & Co., London/New York)
- Handbook of British Fungi, with full descriptions of all the species and illustrations of the genera (2 vols, Macmillan & Co., London/New York, 1871, new edition 1883)
- Report on the Gums, Resins, Oleo-Resins, and Resinous Products in the India Museum, or produced in India. Prepared under the direction of the Reporter on the Products of India (London, 1874)
- Fungi: their nature, influence, and uses (London, 1875, 3rd edition 1883, 5th edition 1894, new edition 1920 K. Paul)
- Report on the Oil Seeds and Oils in the India Museum, or produced in India. Prepared under the direction of the Reporter on the Products of India (London, 1876)
- The Myxomycetes of Great Britain, translated from the Polish of J. T. Rostafinski (London, 1877)
- Clavis Synoptica Hymenomycetum Europaeorum, with L. Quelet (London, 1878)
- The Woodlands (Society for Promoting Christian Knowledge, London, 1879)
- Mycographia, seu Icones fungorum. Figures of fungi from all parts of the world, drawn and illustrated by M. C. Cooke (Williams & Norgate, London, 1875 and 1879)
- Ponds and Ditches (Society for Promoting Christian Knowledge, London, 1880)
- Freaks and Marvels of Plant Life; or, Curiosities of vegetation (Society for Promoting Christian Knowledge, London, 1881)
- Illustrations of British Fungi... To serve as an atlas to the "Handbook of British Fungi" (8 vols, Williams & Norgate, London, 1881–1891)
- British Fresh-Water Algae. Exclusive of Desmidieæ and Diatomaceæ, etc. (2 vols, Williams & Norgate, London, 1882–1884)
- Fungi Australianai, reprinted from Grevillea (Melbourne, 1883)
- British Desmids. A supplement to British Fresh-Water Algae, etc. (Williams & Norgate, London, 1887)
- Toilers in the Sea. A study of marine life (Society for Promoting Christian Knowledge, London, 1889)
- Introduction to Fresh-Water Algae with an enumeration of all the British species ... With thirteen plates, etc. (London, 1890)
- British Edible Fungi: how to distinguish and how to cook them, etc. (Kegan Paul, Trench, Trübner & Co., London, 1891)
- Handbook of Australian Fungi (London, 1892)
- Vegetable Wasps and Plant Worms. A popular history of entomogeneous fungi or fungi parasitic upon insects... with... illustrations (Society for Promoting Christian Knowledge, London, 1892)
- Romance of Low Life amongst Plants. Facts and phenomena of cryptogamic vegetation (Society for Promoting Christian Knowledge, London, 1893)
- Handbook of British Hepaticae, etc. (W. H. Allen & Co., London, 1894)
- Edible and Poisonous Mushrooms (Society for Promoting Christian Knowledge, London, 1894, re-edited 1902)
- Down the Lane and back, in search of wild flowers. By Uncle Matt (T. Nelson & Sons, London, 1895)
- Through the Copse. Another ramble after flowers with Uncle Matt (T. Nelson & Sons, London, 1895)
- Around a Cornfield, in a ramble after wild flowers. By Uncle Matt (T. Nelson & Sons, London, 1895)
- Across the Common, after wild flowers. By Uncle Matt (T. Nelson & Sons, London, 1895)
- A Stroll on a Marsh, in search of wild flowers. By Uncle Matt (T. Nelson & Sons, London, 1895)
- Introduction to the Study of Fungi: their organography, classification, and distribution. For the use of collectors (Adam & Charles Black, London, 1895)
- Object-Lesson Handbooks to accompany the Royal Portfolio of Pictures and Diagrams (T. Nelson & Sons, London, 1897–1898)
- Introduction to Fresh-Water Algae (K. Paul, London, 1902)
- Fungoid Pests of Cultivated Plants (Spottiswoode & Co., London, 1906)
- Catalogue and Field-Book of British Basidiomycetes up to and Inclusive of the Year 1908 (London, 1909)